# HHHR Tower
HHHR Tower — жилищно-коммерческий сверхвысокий небоскрёб высотой 317 м (1040 футов). Построен в Дубае (ОАЭ), на шоссе им. шейха Заеда. Расположен за отелем Кроун Плаза. По состоянию на 2015 год является 61-м по высоте зданием в Азии и 77-м по высоте в мире.
Строительство HHHR Tower начали компании из ОАЭ и Гонконга в 2006 году и завершили в 2010 году.
На 4-х этажах размещены офисные помещения, на остальных — квартиры класса люкс.

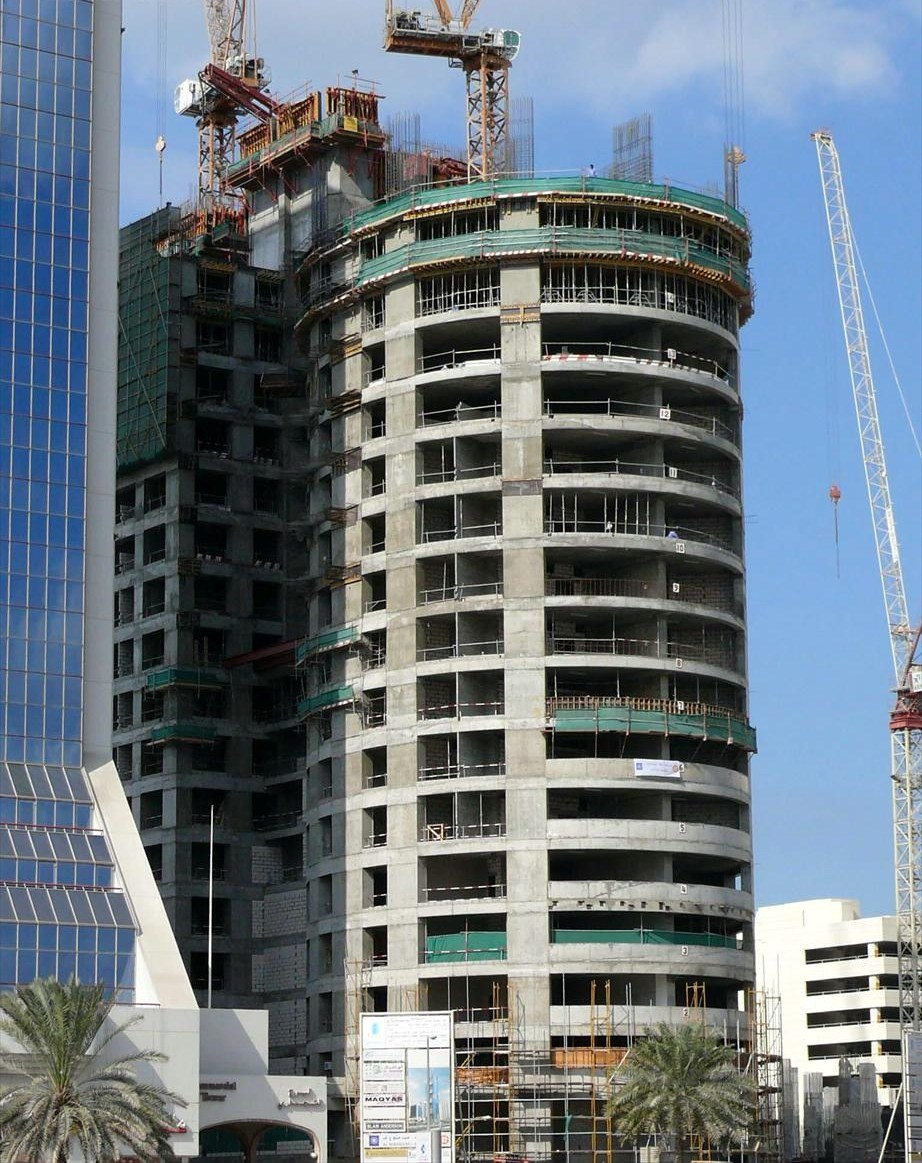
Башня в декабре 2007 г.